# Isolani del Pacifico
Gli isolani del Pacifico, chiamati anche oceaniani con riferimento all'Oceania o Pasifika in inglese, sono gli abitanti indigeni della regione dell'Oceania che comprende le isole e gli arcipelaghi dell'Oceano Pacifico ad eccezione dell'Australia.

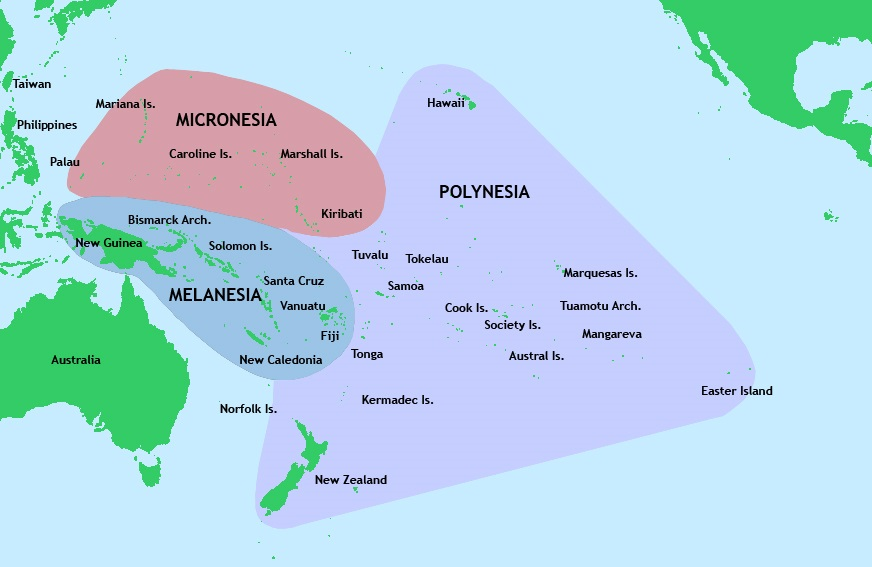
Le tre maggiori divisioni tradizionali dell'Oceania, ossia Polinesia, Melanesia e Micronesia

## Regioni storiche

Planisfero Mercatore di A.-H. Brué (1816), centrato sul Grand Océan

Nel 1804, il geografo francese Conrad Malte-Brun (1775-1826), nel suo trattato di Géographie mathématique, physique et politique pubblicato con Edme Mentelle, propose il termine di "Oceanico" («Océanique» in francese) per riunire sia l'Australasia che la Polinesia di Charles de Brosses. Malte-Brun riprese la denominazione di «Terres océaniques» anche nel 1810 e nel 1812.
Il termine "Oceania" («Océanie» in francese) fu coniato dal cartografo Adrien-Hubert Brué per la mappa che pubblicò nel 1814, e di cui il titolo completo è «Océanie, ou cinquième partie du monde, comprenant l'archipel d'Asie, l'Australasie et la Polynésie (ou le continent de la Nouvelle-Hollande et les îles du Grand Océan)».
Il termine di "Melanesia" come quello di "Micronesia" sono stati invece coniati dal francese Grégoire Louis Domeny de Rienzi, poco prima di essere riprese davanti alla Société de Géographie e rese popolari da Jules Dumont d'Urville intorno al 1832, per dividere l'Oceania in quattro parti, insieme a quelli già noti della Polinesia e della Malesia (arcipelago malese allora considerato come parte integrante del Pacifico). Il termine Melanesia deriva dal greco antico μέλας ("nero") e νῆσος ("isola"), cioè "isole dei neri".

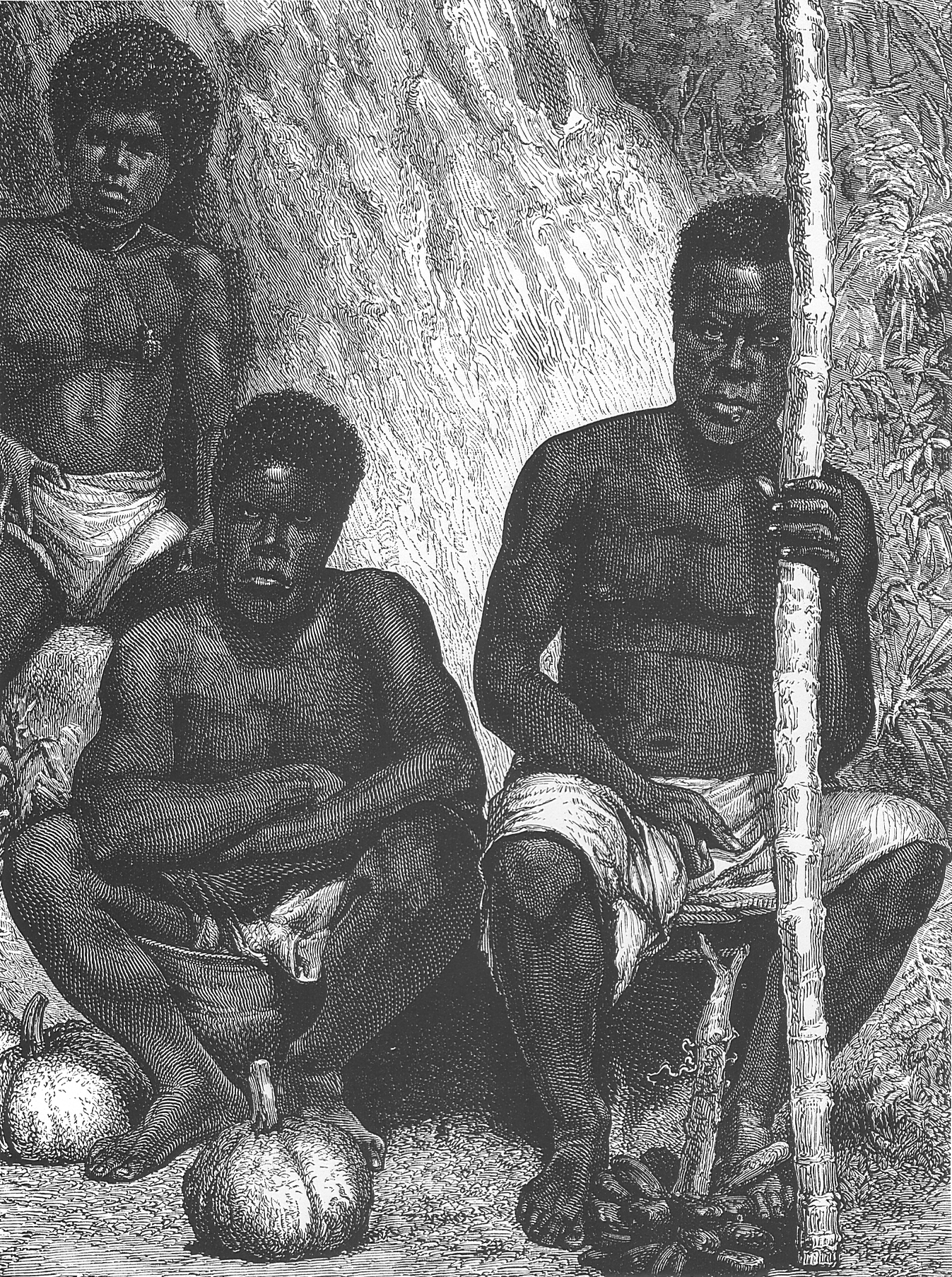
Canachi di Nuova Caledonia, verso 1880.

Questa antica definizione si basava su preconcetti razziali che non corrispondono all'antropologia moderna. A questa ripartizione tradizionale dell'Oceania, utilizzata anche dalle Nazioni Unite per dividere il mondo in macroregioni, viene talvolta preferita la divisione in due regioni, l'Oceania vicina e l'Oceania lontana, proposta nel 1973 dai geografi Roger Green ed Andrew Pawley, che meglio rappresenterebbe le differenze geografiche e storiche tra le regioni del continente.
(Patrick Vinton Kirch, On the Road of the Winds: an Archeological History of the Pacific Islands before European Contact, Berkeley, University of California Press , 2000:5.)

## Etnolinguistica

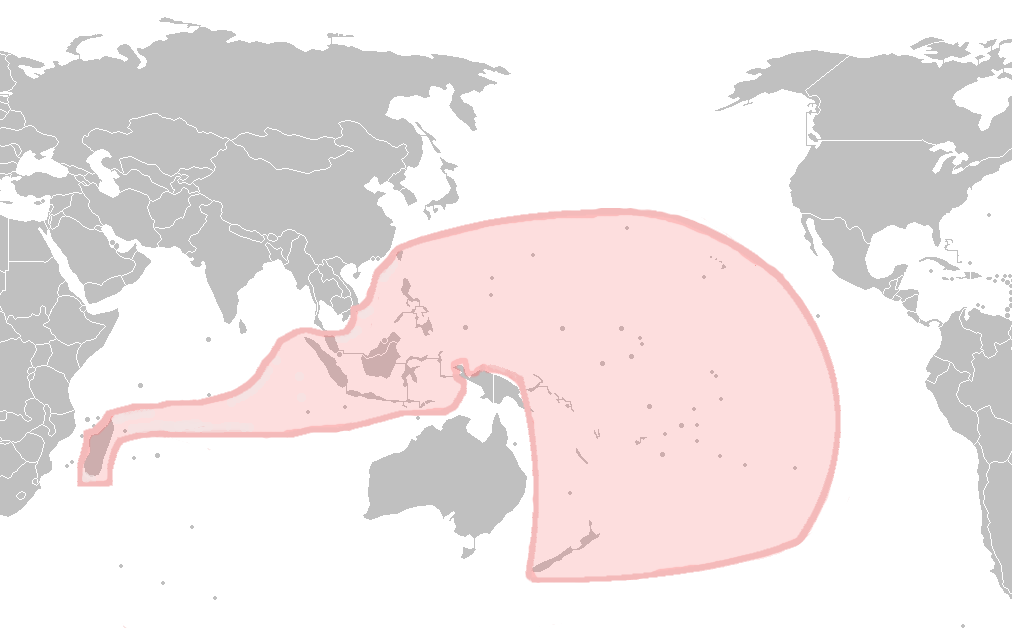
Distribuzione moderna delle lingue austronesiane.

Riguardo alla loro etnia, gli isolani del Pacifico possono essere divisi in due diverse classificazioni:
- gli austronesiani che parlano lingue oceaniche[8]. Il loro numero è di circa 2,3 milioni e occupano l'Oceania lontana ossia la Polinesia, parte della cosiddetta Micronesia e la maggior parte delle isole dell'Oceania vicina al di fuori della Nuova Guinea.
- i popoli che parlano le lingue papuane, sono circa 15 milioni e occupano principalmente la Nuova Guinea e alcune delle isole minori dell'Oceania vicina situate al largo della costa nord-est della Nuova Guinea, ma anche nelle isole Molucche ed a Timor.[9]

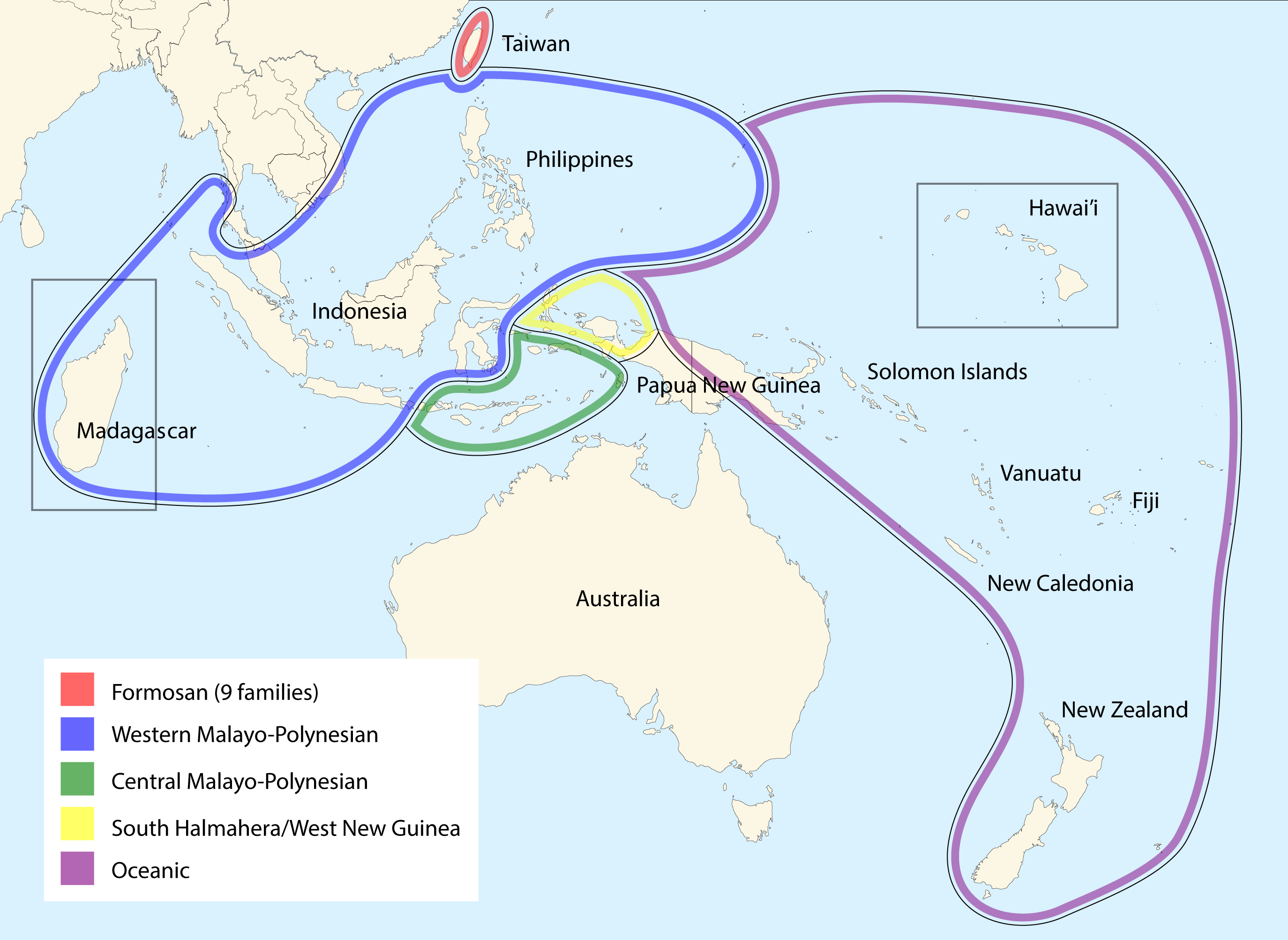
Le lingue austronesiane (Blust, 1999)

Se le lingue oceaniche costituiscono una famiglia linguistica ben documentata con l'esistenza di una lingua proto-oceanica (POc) comune, quella della cultura Lapita, le lingue papuane sono caratterizzate dal fatto che sono lingue non-austronesiane.
La Melanesia, come anche la Micronesia, non costituisce una famiglia etno-linguistica o culturale. La Polinesia, oltre il solito Triangolo polinesiano comprende anche la Polinesia periferica e deve essere associata ad isole spesso definite a torto come "melanesiane", come Rotuma o i locutori del figiano occidentale, facenti parte della stessa famiglia.

## Migrazioni interne
Le Hawaii hanno una popolazione di nativi hawaiani che è diminuita considerevolmente dal contatto iniziale con l'Occidente, di solito datato dall'arrivo di James Cook nel 1778. Da una stima che va da 300 000 a 683 000 quell'anno, la popolazione nativa era scesa a 71 019 nel 1853. In tutto l'arcipelago, nel 2020, 156 456 persone si identificano come essendo "nativi hawaiani", senza contare gli hawaiani che risiedono nel continente americano. Le Hawaii vantano anche una popolazione cospicua proveniente dalla Micronesia (inclusi i Chamorro delle isole Marianne), con molti micronesiani che avrebbero subito discriminazioni per mano dei nativi hawaiani polinesiani. Anche i migranti provenienti da aree come Palau, le Isole Marshall o gli Stati Federati di Micronesia hanno subito discriminazioni nella stessa Guam, nonostante entrambi fossero culturalmente "micronesiani".
I samoani, il più grande gruppo etnico, sono ormai più numerosi negli Stati Uniti (220 000) che nello stato di Samoa (205 000 senza contare quelli delle Samoa Americane 50 000) e lo saranno fra poco anche in Nuova Zelanda (190 000) e in Australia (75 000).
La Nuova Zelanda ha la più grande popolazione di polinesiani al mondo; consiste non solo della loro popolazione nativa maori, ma anche di immigrati provenienti da altre isole polinesiane, comprese le Isole Cook, Samoa e Tonga, soprattutto ad Auckland e dintorni.
L'Australia ha la terza più grande popolazione polinesiana, oltre ad avere la più grande popolazione di Figiani al di fuori delle Figi. La popolazione polinesiana australiana è composta da māori, così come da immigrati originari degli stessi paesi di quelli che sono emigrati in Nuova Zelanda. Nel 2022, ci sono state polemiche sulle proposte per costruire una casa tradizionale di riunione māori (conosciuta come Marae) a Sydney. Ciò è stato visto come una mancanza di rispetto nei confronti dei proprietari terrieri aborigeni australiani, poiché i māori non sono considerati indigeni dell'Australia.
La Nuova Caledonia ha la più grande popolazione di abitanti di Wallis e Futuna, superando quelli che vivono a Wallis e nelle isole Hoorn.

## Profili regionali

### Micronesia
La Micronesia comprende le Isole Gilbert, Nauru, le Isole Marianne (Guam inclusa), le Isole Marshall e le Isole Caroline (Palau e gli Stati Federati di Micronesia). È composta da più di 2 100 isole, con una prevalenza di atolli, sparse da est a ovest per più di 4 700 chilometri su una superficie oceanica di oltre quattro milioni e mezzo di chilometri quadrati.

Mappa delle lingue micronesiane.

La Micronesia è spesso caratterizzata dall'esistenza di una lingua diversa per ogni isola o per ogni gruppo di isole - con la notevole eccezione del gilbertino e del marshallese che si estendono sui rispettivi arcipelaghi, e nella sua area centrale - le Isole Caroline - da concatenamenti dialettali piuttosto complessi, che secondo i linguisti costituiscono tre, sette o undici lingue diverse. Se la maggior parte delle lingue appartengono a un solo sottogruppo chiamato appositamente micronesiano, esistono anche lingue che non sono oceaniche come il chamorro e il palauano, come anche lo yapese o il nauruano che non fanno parte di questo sottogruppo. Infine ci sono anche due lingue, quelle degli Outliers della Polinesia periferica, quelle di Kapingamarangi e di Nukuoro.
La lingua di Mapia, ora estinta, faceva invece parte della regione anche se situata in Nuova Guinea Occidentale.

### Polinesia e Figi

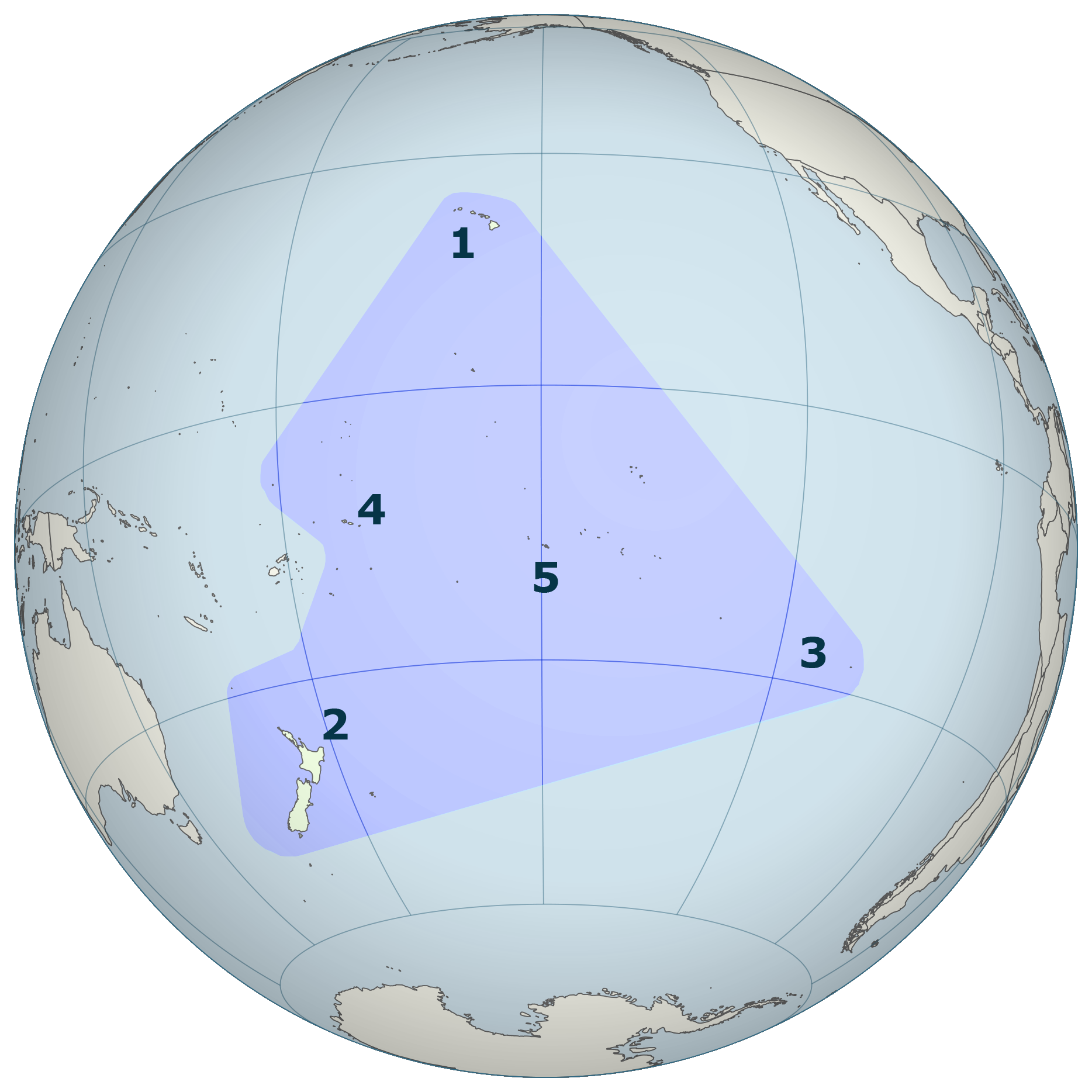
Il Triangolo polinesiano è una regione geografica dell'oceano Pacifico con le Hawaii (1), la Nuova Zelanda (2) e l'Isola di Pasqua (3) ai suoi vertici. Al suo centro si colloca Tahiti (5), con le Samoa (4) verso ovest.

La Polinesia consiste in un insieme di arcipelaghi e di isole disposti a triangolo che copre la regione centro-orientale dell'Oceano Pacifico. Il triangolo è delimitato dalle Isole Hawaii a nord, dalla Nuova Zelanda a sud-ovest e dall'Isola di Pasqua a est. Il resto della Polinesia comprende le Isole Samoa, le Isole Cook, la Polinesia francese, l'isola Niue, Tokelau e Tuvalu, Tonga, Wallis e Futuna, Isola Norfolk e le Isole Pitcairn. Composta da 118 isole divise in 5 arcipelaghi maggiori comprende anche la Polinesia periferica situata nelle tre altre macroregioni.
La Polinesia, in quanto area di lingua oceanica di più recente insediamento, corrisponde più da vicino alla caratterizzazione di una lingua per isola o per gruppo di isole, spesso con grandi distanze tra un gruppo o una lingua e l'altro. A causa delle enormi distanze e delle profondità temporali, il concatenamento dialettale non è comune in Polinesia, dove si parlano diciannove lingue. Nelle isole Figi, d'altra parte, esiste una complessa catena di oltre trenta dialetti, con le varietà occidentale ed orientale mutuamente intelligibili.
Il polinesiano costituisce un sottogruppo di livello inferiore dell'oceanico, i cui parenti più stretti sono le lingue delle Figi e di Rotuma. Tutte le lingue della Polinesia geografica appartengono a questo sottogruppo, così come le quindici lingue polinesiane dette della Polinesia periferica, parlate altrove, in Melanesia o Micronesia. Queste lingue rappresentano migrazioni a ritroso di parlanti polinesiani avvenute diversi secoli dopo l'insediamento iniziale della Polinesia (che si stima abbia avuto luogo circa 1000 anni fa).
Le isole Figi, spesso considerate come non facendo parte della Polinesia tradizionale, sulla base di pregiudizi razziali risalenti al XIX secolo, sono molto più connesse al triangolo polinesiano e alle lingue del Pacifico centrale, specie per la lingua figiana occidentale.

### Melanesia
La Melanesia è rappresentata dalla Nuova Guinea, l'Arcipelago di Bismarck, Isole dell'Ammiragliato, Bougainville, Isole Salomone, Nuova Caledonia, Isole della Lealtà, Vanuatu, Figi e altre isole. Composta da quasi 2.000 isole che coprono un'area totale di circa 385.000 miglia quadrate.